# 페르디난트 다우치크
페르디난트 다우치크(슬로바키아어: Ferdinand Daučík; 1910년 5월 30일, 이포이샤그 ~ 1986년 11월 14일, 마드리드 주 알칼라 데 에나레스) 혹은 페르난도 다우시크(스페인어: Fernando Daucik)는 슬로바키아의 전 축구 선수이자 감독이다. 다우치크는 몇 기의 라 리가 감독을 맡았는데, 그 중에 바르셀로나, 아틀레틱 빌바오, 아틀레티코 마드리드, 그리고 사라고사를 맡은 것으로 잘 알려져 있다. 감독으로 활동하던 시절, 그는 488번의 라 리가 경기를 지휘하여 3번 라 리가 우승을 거두었으며 코파 델 헤네랄리시모도 5번 정상에 올랐는데, 이 중 3번이 리그와 컵의 2관왕이었다. 그는 알칼라 데 에나레스에서 영면에 들었다.

## 선수 경력
다우치크는 ČsŠK 브라티슬라바, 슬라비아 프라하, 그리고 체코슬로바키아 국가대표팀에서 수비수로 활약하였다. 그는 체코슬로바키아 국가대표팀에서 활약한 세 번째 슬로바키아 출신 선수였다. 그는 1934년과 1938년에 두 차례 월드컵에 참가했는데, 그는 비록 1934년 대회에 출전하지 못했지만, 1938년에는 이 대회에 출전한 유일한 슬로바키아 선수였다.

## 감독 경력
다우치크는 1942년부터 1946년까지, 그리고 1948년에 ŠK 브라티슬라바의 감독을 맡았다. 1948년, 그는 체코슬로바키아 국가대표팀을 이끌고 두 경기를 지휘했다. 그는 여러 동유럽 공산주의 국가 출신 난민 선수들로 구성된 웅가리아 선수단을 이끌고 스페인에 입국했다. 이 선수단에는 다우치크의 여동생 안나 비올라 다우치크와 1947년에 결혼해 매부로 맺어진 쿠벌러 라슬로도 있었다. 웅가리아는 마드리드 선수단, 스페인 국가대표팀, 그리고 에스파뇰과 연달아 친선경기를 펼쳤고, 이 경기에서 바르셀로나의 수석 스카우터인 주제프 사미티에르가 쿠벌러를 포착했다. 쿠벌러는 친선전 이후 게약 제의를 받았고, 계약 조건에 따라 다우치크는 1950년에 바르셀로나의 감독이 되었다.

### 바르셀로나
다우치크는 바르셀로나를 이끌고 구단의 손꼽히는 성공기를 보냈다. 니콜라에 시마토츠-쿠벌러 외에도, 바르셀로나 선수단에는 후안 삼부디오 벨라스코, 안토니 라마예츠, 그리고 조안 세가라가 있었다. 그는 바르셀로나 감독을 4년 맡아 1952년과 1953년에 2년 연속 라 리가와 코파 델 헤네랄리시모 2관왕을 달성했다. 1952년, 바르셀로나는 무려 5개 대회에서 우승을 차지했는데, 라 리가와 코파 델 헤네랄리시모 외에도 라틴배, 코파 에바 두아르테를 우승했다. 그는 몇몇 선수들과 마찰을 빚은 후 1954년에 계약이 만료되면서 구단을 떠났다.

### 아틀레틱 빌바오
다우치크는 이어서 아틀레틱 빌바오로 이적했는데, 그는 바스크 연고 구단을 이끌고 1955년에 코파 델 헤네랄리시모를 우승하고, 1956년에는 자신의 통산 3번째 라 리가와 코파 델 헤네랄리시모 2관왕을 달성했다. 당시 선수단에는 아구스틴 가인사, 아르만도 메로디오, 그리고 헤수스 가라이가 있었고, 다우치크는 리그를 우승한 그 다음 해인 1957년에 유러피언컵에서 8강 진출을 성과를 냈다. 대회 본선에서 빌바오는 포르투와 부다페스트 혼베드를 이기고 올라갔지만, 맨체스터 유나이티드에게 합계 5-6으로 석패하면서 행진을 멈추어야 했다.

### 아틀레티코 마드리드
1957-58 시즌을 앞두고 다우치크는 아틀레티코 마드리드의 감독이 되어 1년차에 라 리가에서 준우승을 거두었다. 그 결과 아틀레티코는 라 리가 정상을 차지한 레알 마드리드가 유럽 무대에서도 정상에 오름에 따라 1958-59 시즌의 유러피언컵 진출권을 획득하게 되었다. 바바와 엔리케 코야르의 활약에 힘입어, 아틀레티코는 드룸콘드라, CSKA 소피아, 그리고 샬케 04를 연파하고 준결승까지 올라갔다. 준결승전에서는 레알 마드리드를 만나 산티아고 베르나베우에서 열린 1차전에서 1-2로 패했지만, 메트로폴리타노에서 열린 2차전에서 1-0으로 승리했다. 원정 다득점 우선 제도가 당시에도 있었다면 아틀레티코가 결승에 오르게 되었다. 그러나, 당시에는 원정 다득점 원칙이 없었기 때문에 재경기를 치르게 되었고, 사라고사에서 열린 이 경기는 레알 마드리드가 2-1로 이겼다.

### 말년
다우치크는 이후로도 감독일을 계속해 나갔다. 1959년에 아틀레티코 지휘봉을 내려놓은 후, 그는 1959-60 시즌에 포르투를 지휘하였다. 그 다음에 다우치크는 1960년부터 1962년까지 베티스를 2년 지도하였다. 베티스 감독 시절, 그는 아들 얀코 다우치크가 라 리가 신고식을 치를 수 있도록 했다. 다우치크는 이후 무르시아와 세비야에서 1년씩 보냈고, 1966년에 사라고사의 감독이 되었다. 그는 1965-66 시즌 말에 사라고사를 이끌고 코파 델 헤네랄리시모 결승에서 아틀레틱 빌바오를 2-0으로 이겨 우승을 거두었다. 사라고사는 인터시티스 페어스컵 결승전에도 진출하였으나, 바르셀로나와의 안방 1차전에서 0-1로 패한 후, 합계 3-4로 밀려서 준우승에 만족해야 했다.
1967년, 다우치크는 캐나다로 건너가 북미 사커 리그의 토론토 팔콘 감독이 되었다. 그로 인해 다우치크는 가족과 재회하게 되었는데, 그의 아들 얀코와, 매부 라디슬라오 쿠발라, 그리고 조카 브란코 쿠발라와 한배를 탔다. 스페인 무대 복귀 후, 그는 엘체, 에스파뇰, 그리고 콜로니아 모스카르도 등을 지휘했다. 2017년, 슬로바키아 축구 저자 모이미르 스타슈코가 그에 관한 책 "바르셀로나 벤치로의 탈출"(Útek na lavičku Barcelony)을 출판했다.